# Jutta Dümpe-Krüger
Jutta Dümpe-Krüger (* 5. September 1962 in Dörentrup, Kreis Lippe) ist eine deutsche Politikerin (Bündnis 90/Die Grünen).
Dümpe-Krüger war seit 1986 als freie Journalistin für Tageszeitungen und im Lokalradio tätig. 1998 wurde sie Mitglied bei Bündnis 90/Die Grünen und bereits ein Jahr später hauptamtliche Geschäftsführerin der lippischen Kreistagsfraktion.
Zur Bundestagswahl 2002 war sie Kandidatin im Wahlkreis 136 (Lippe) und von ihrer Partei auf Platz 11 der Landesliste von Nordrhein-Westfalen gesetzt. Sie zog damit in den Bundestag ein, wo sie jugendpolitische Sprecherin ihrer Fraktion wurde.
Dümpe-Krüger gehörte zum linken Flügel der Grünen und zu den Gegnern der Agenda 2010 der rot-grünen Bundesregierung.
Bei der Bundestagswahl 2005 wurde sie nicht wieder ins Parlament gewählt. Dümpe-Krüger hatte nach mehreren Kampfabstimmungen auf eine Absicherung auf der NRW-Landesliste der Grünen verzichtet und sich vergeblich um ein Direktmandat beworben. Anschließend hat sich Dümpe-Krüger vollständig aus der Politik zurückgezogen. Sie war die erste grüne Bundestagsabgeordnete aus dem Kreis Lippe.